# 河内源一郎
河内 源一郎（かわち げんいちろう、1883年4月30日 - 1948年3月31日）は、日本の官僚、科学者、実業家。 「河内菌」の発見により焼酎の品質を飛躍的に向上させた近代焼酎の父。広島県深津郡吉津村（現・福山市吉津町）生まれ。

## 年譜
- 1883年4月30日　-広島県深安郡富久山町吉津町（現福山市）に代々続いた味噌・醤油屋「山田屋」の父・河内弥兵衛と母フミの長男として生まれる。幼いころから麹など微生物に興味を持ち、その後の進路に大きな影響を与える。
- 1904年　-広島県立福山中学校（現・広島県立福山誠之館高等学校）卒業。大阪高等工業学校醸造科（現・大阪大学発酵工学科）へ進学。
- 1909年　-大阪高等工業学校卒業後、大蔵省入りし、熊本税務監督局（鹿児島工業試験場技官）として鹿児島に赴任。鹿児島、宮崎、沖縄の味噌・醤油・焼酎の製造指導にあたる。
- 1910年　-河内黒麹菌の培養に成功（泡盛黒麹菌=アスペルギルス・アワモリヴァル・カワチ[1][2][3]）。
- 1916年　-岡山県笹岡出身の貞代と結婚。長男・邦夫　長女・良子　次女・昌子を儲ける。
- 1918年　-ジアスターゼ製法に関する特許を2件取得。
- 1919年　-著書「黒麹」(河内 1919)を発行する。
- 1921年　-種麹菌製法に関する特許を取得。
- 1922年　-著書「焼酎酒精及酒精含有飲料」(河内 & 佐江木 1922)発行。
- 1924年　-泡盛黒麹菌の突然変異により発見した、新種の白麹菌を鹿児島高等農林（現・鹿児島大学農学部）西田幸太郎教授の協力により、河内白麹菌を学会にて発表[1]。
- 1927年　-著書「黒麹（B）」発行。
- 1931年　-大蔵省を46歳で退官し、鹿児島県鹿児島市清水町で麹菌を製造販売する河内源一郎商店を創業。
- 1939年～1940年　- 朝鮮、満州にまで販路を広げ、販売だけではなく焼酎造りの指導を行う。この活動により、韓国の焼酎・マッコリに使用されている麹は河内菌を使い生産されている[1]。
- 1940年2月　-（麦ぬかを用いた）発酵法によりグルタミン酸ソーダを造る研究を始める。
- 1940年6月　-鹿児島大空襲により、自宅兼工場、そして研究施設を失う。同時期、海軍少尉山元正明より、軍からの依頼で焼酎から航空機用アルコールを抽出・調達の打診を受ける。（山元正明は後に、2代目河内源一郎となる人物）
- 1941年　-鹿児島県鹿児島市清水町に戻り店を再建する。
- 1943年3月　-3年前から研究していたグルタミン酸ソーダの精製に成功したことを、鹿児島高等農林（現・鹿児島大学農学部）西田幸太郎教授が確認。
- 1943年3月31日　-心臓麻痺により自宅玄関にて死去。グルタミン酸ソーダの精製、製法などの資料は極秘扱いであった為、その資料は今現在も発見されていない。

## 生涯
河内は、代々続く醤油屋の家に生まれた。幼少期から麹や醪に馴染み、広島県立福山中学（現・福山誠之館高校）を経て大阪高等工業醸造科（現・大阪大学工学部発酵工学科）を卒業。家業が不振となったため、1909年に大蔵省入りし、熊本税務監査局鹿児島工業試験場へ技師・酒の鑑定官として赴任した。同年秋、造り酒屋の技術指導員として訪れた巡視先で、鹿児島焼酎と出会う。当時の焼酎はとても不味く、また暑い時期はすぐに腐っていた。「残暑に醪が腐敗して困る、何とかして欲しい」と多くの業者から嘆願された河内は、本格的な研究に取り組んだ。幼い時から発酵食品に馴染み家業を継ぐつもりだった河内にとって、鹿児島の焼酎業は身近なものに感じたようである。
鹿児島の焼酎が不味くて暑い時期にすぐ腐るのは、暑い鹿児島の焼酎に寒冷地向きの日本酒と同じ黄麹菌を使っている事が原因では、と気づいた河内は、鹿児島よりさらに暑い沖縄の泡盛が腐敗しないことを思いつき、沖縄から泡盛の黒麹菌を持ち帰った。河内はこれを、焼酎作りに最適な「河内黒麹菌」（学名：アスペルギルス・アワモリ・ワァル・カワチ）に3年かけて培養した。河内の熱心な技術指導は、鹿児島の多くの業者に慕われ、焼酎の近代化をもたらした。日本の焼酎文化はここから始まったといわれている。
こののち1924年、顕微鏡で黒麹菌を覗いていると、中に白みがかったカビを発見。取り出して培養すると「泡盛黒麹菌」より性能が安定し、これを使うと焼酎の品質も一段と向上することが分かった。これを「河内白麹菌」と名づけ、「泡盛黒麹菌」の突然変異によって生じたもの、として学界に発表したが、当時の学者からは無視された。認知されたのは1948年、京都大学北原覚雄教授によって立証され学名をアスペルギウス・カワチ・キタハラと名付けられた時で、23年後の事だった。こうしてさらに飛躍的な品質向上をもたらす「河内白麹菌」の培養に成功したものの、地元鹿児島では「泡盛黒麹菌」に切り換えたことで焼酎製造が既に安定操業しており、河内白麹菌は採用されなかった。
やむなく河内は大蔵省を46歳で退官、1931年(昭和6年)鹿児島市清水町に麹菌を製造販売する「河内源一郎商店」を創業し、各種焼酎用種麹の研究を続けた。こののち北九州を皮切りに九州全土へ、また全国へ評判が広がり、現在わが国の本格焼酎の9割近くが河内菌を使用し、韓国の焼酎も殆どが河内菌で生産されることになる。
1948年、自宅の玄関で倒れ65歳で死去。絶えず増殖し続け温度や湿度が大きく作用する麹菌のために、1年中麹を入れた培養基を持ち歩き、倒れた時も試験管を懐に抱いていたといわれる。
実はこの時源一郎が執念を燃やしていたのは焼酎ではなくグルタミン酸ソーダの発酵法による精製であった。戦時中からこの研究に取り組み1948年3月についにその結晶化に成功、当時の鹿児島大学の西田教授はそれを確認している。しかしながら持病の胃潰瘍の手術のため絶食をしたことがたたり心臓麻痺で急逝した。戦中戦後のこととてその資料は残されておらず、この技術が日の目を浴びる事はなかった。

## 著書
- 河内源一郎『黒麹』鹿児島県酒造組合聯合会、鹿児島、1919年。全国書誌番号:43025905。
- 河内源一郎、佐江木利処『焼酎酒精及酒精含有飲料』鹿児島県酒造組合聯合会、鹿児島、1922年。全国書誌番号:43037483。

## 河内源一郎商店の現在
河内源一郎商店2代目会長の山元正明が白麹菌から新種の黒麹菌を発見。それを培養したことが、近年の黒麹焼酎ブームに至る。
泡盛黒麹菌と焼酎黒麹菌は通名は同じでも学名は別なものである。
河内源一郎商店は現在、3代目となる山元正博（農学博士）が引き継いでおり、親子3代に渡り麹の研究は今もなお続いている。
3代目の山元正博は源麹研究所を設立し、麹を畜産や肥料などに活用する研究を行っている。